# هيني آدامز
هيني آدامز (بالإنجليزية: Heini Adams)‏ هو لاعب اتحاد الرغبي جنوب أفريقي، ولد في 29 مايو 1980 في وورسيستر في جنوب أفريقيا.

## وصلات خارجية
- هيني آدامز عل موقع إسبنسكروم (الإنجليزية)
- هيني آدامز على موقع ItsRugby.co.uk (الإنجليزية)